# Fédération tunisienne de voile
 (avril 2017).
Si vous disposez d'ouvrages ou d'articles de référence ou si vous connaissez des sites web de qualité traitant du thème abordé ici, merci de compléter l'article en donnant les références utiles à sa vérifiabilité et en les liant à la section « Notes et références ».
La Fédération tunisienne de voile (FTV) est l'instance gérant la voile en Tunisie. Elle est placée sous la tutelle du ministère de la Jeunesse et des Sports.

## Historique
La première régate organisée en Tunisie, entre Bizerte et Tunis, est rapportée par Le Figaro du 2 septembre 1939 : 
« Cette première épreuve avait réuni au départ seize yachts de tous tonnages ; c'est dire que le succès a été complet. Malheureusement, après avoir favorisé le départ qui fut brillant, le vent, par la suite, fut quelque peu décevant et lâcha les concurrents, qui restèrent encalminés, qui au large de l'île Plane, qui sous le Rocher Pilau, pendant de longues heures. Après deux jours de course, la ligne d'arrivée fut coupée, successivement par Marc-Marie, Armor, Jojo, Tenace, Marivonne, Intermezzo, Calme et Trebeurdeur... »
 Les skippers du Club nautique de Ferryville remportent les deux premières places devant ceux du Yacht Club de Carthage et du Sporting Club de Bizerte.

### Fédération tunisienne des sports nautiques
À l'indépendance de la Tunisie, en 1956, les activités de la Fédération tunisienne des sports nautiques (FTSN), qui comprennent la voile, le ski nautique, l'aviron et la plongée sous-marine, se développent pour accroître la participation des Tunisiens. Sous l'impulsion de Tahar Darghouth (également parmi les fondateurs des Scouts tunisiens), la section de voile se développe avec ses propres élèves du Collège Émile-Loubet (où il exerce comme professeur de mathématiques) et les scouts (dont il est le chef du district de Tunis).
Les premières activités de la FTSN sont concentrées au Yacht Club de Carthage, basé dans port de La Goulette, alors exclusivement réservé aux Français de Tunisie. Les activités se déroulent ensuite et pour quelques années au Club fédéral de Khereddine (sur le lac de Tunis utilisé alors comme aéroport pour hydravions). La FTSN, qui comprend alors des sections de voile, d'aviron et de ski nautique, crée des antennes régionales à Bizerte, reprenant la tradition nautique après le départ des Français, mais aussi à Sousse.

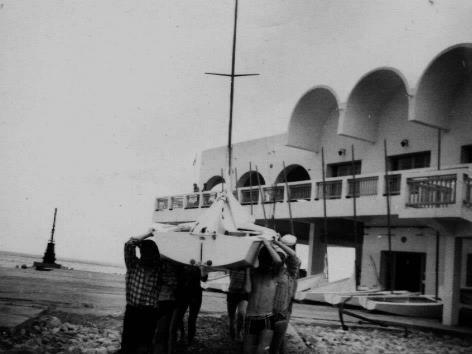
Base nautique de Zembra.

Parmi les personnalités liées à la voile figurent :
- Abdelaziz Mathari, qui a assuré le lancement de l'industrie nautique et permis le développement du tourisme balnéaire (activités sportives au sein des unités touristiques) ;
- Taïeb Slim, qui a lancé les activités du Club nautique de Sidi Bou Saïd dès la fin de la construction du port et dont l'école de voile porte le nom ; on lui doit l'achat du « Rashmi », le Mousquetaire du club qui a coulé dans les années 1970 à Korbous ;
- Néjib Ben Abdallah, président de la FTSN entre 1972 et 1989, qui prend à sa charge le secrétariat, dont le siège se trouve à son bureau au 17bis de la rue Kemal-Atatürk à Tunis, et qui, grâce à ses nombreuses connaissances, trouve des sponsors pour les clubs, en ouvre plusieurs et fonde l'École fédérale de voile sur le lac de Tunis ; il encourage aussi plusieurs investisseurs dans l'industrie du plastique à construire des bateaux-écoles : Vauriens, 470, Caravelles, Optimists, etc. ;
- Slaheddine Baly, président d'honneur de la FTSN entre 1972 et 1989, est aussi président du Comité national olympique tunisien, ministre de la Justice puis de la Défense.

Le premier bureau fédéral permet de positionner les sports nautiques comme l'un des facteurs de développement du tourisme en Tunisie : production des embarcations, notamment avec le chantier naval Skanès (sur l'avenue Mohammed-V à Tunis et qui sort des Mousquetaires, des Caravelles, des Vauriens et des Optimists), construction du port de Sidi Bou Saïd et du centre nautique de l'île de Zembra, dans lequel a fonctionné entre 1965 et 1971 un centre de formation internationale en voile et plongée sous-marine.

### Fédération tunisienne de voile
La voile, qui connaît un essoufflement de l'activité dès la fin des années 1970, fait partie de la FTSN jusqu'à la création de la FTV le 14 juin 1989. Même si la voile y est la section la plus importante, il devient impossible de concilier des intérêts aussi différents que ceux de la voile, de l'aviron (section très active et comprenant également le canoë-kayak), de la plongée sous-marine et du ski nautique (qui n'a jamais pris de l'importance). S'ensuit une période de restructurations sous la houlette de Farouk Ben Miled, qui devient le premier président de la FTV et qui prend à sa charge le secrétariat. La FTV est installée dans son agence d'architecture, au numéro 6 de la rue de Madagascar.
Le budget alloué par le ministère de la Jeunesse et des Sports est insignifiant car la voile est toujours perçue comme un sport de riches et n'attire pas son intérêt malgré les nombreuses démarches et le rapprochement de la plaisance avec un nouveau souffle du tourisme. Devant le manque d'intérêt du ministère, l'activité de la FTV s'arrête, aucun budget n'étant plus alloué à ce sport et personne ne se présentant à la présidence de la FTV entre 1990 et 1995.
Prenant prétexte de l'organisation des Jeux méditerranéens de 2001 par la Tunisie, Youssef Ben Miled recense les ressources humaines et matérielles et soumet plusieurs rapports au ministère. Le président Chekib Nouira et le secrétaire général Ben Miled obtiennent alors du ministère un budget acceptable pour la FTV, qui achète des équipements modestes et les distribue aux clubs exsangues. Avec la formation des entraîneurs et juges arbitres, l'organisation de stages à l'étranger et son affiliation aux organismes internationaux, la FTV a désormais pignon sur rue et se professionnalise. Cependant, après le succès des Jeux méditerranéens, et à la suite de la difficulté d'obtenir des médailles au niveau international, le budget fédéral est réduit et ne permet plus l'achat d'équipements. 
Hédi El Gharbi est élu président de la FTV pour la période 2012-2016 avec un bureau fédéral entièrement renouvelé. Ce mandat est marqué par une augmentation significative du budget fédéral, qui passe de 320 000 dinars en 2012 à 720 000 dinars en 2016, une meilleure collaboration avec le ministère de la Jeunesse et des Sports, l'introduction de la classe olympique des catamarans de sport Nacra 17 qui se joue en équipes mixtes de deux (un homme et une femme). La participation aux Jeux olympiques de Rio marque la fin de ce mandat. Un nouveau bureau fédéral est alors élu en décembre 2016 pour cinq ans (2016-2019), avec à sa tête Abdelkrim Derouich. Si Hédi El Gharbi est réélu pour la période 2020-2024, le ministère des Sports décide la dissolution de ce bureau pour « mauvaise gestion » en septembre 2024, avant la fin du mandat,.

## Licenciés

Évolution du nombre de licenciés de 2002 à 2010.

Dans les années 1960, la fédération compte plus de 200 licenciés, dont une proportion significative de femmes. Le nombre de licenciés reste faible mais toutefois honorable comparé aux autres disciplines sportives. Ce nombre varie entre 286 et 781 entre 2002 et 2010, du même ordre que celui du cyclisme, de l'aviron, du golf, de l'équitation, du bridge, du canoë-kayak, de l'escrime, de la gymnastique, de la pêche sportive ou de la danse.
En 2010, la voile représente 5,1 % des licenciés en sports nautiques, y compris la natation, et 0,6 % des licenciés en sports individuels. En 2003, elle a représenté 1,1 % des licenciés en sports individuels, avec une proportion d'un tiers de femmes, équivalente à celle de tous les sports en Tunisie.

## Affiliations
La Fédération tunisienne de voile est affiliée à la Fédération mondiale de voile, à l'Union méditerranéenne de voile, à l'Union arabe de voile, à la Confédération africaine de voile, à l'Association internationale de planche à voile, à l’International Laser Class Association et à l’International Optimist Dinghy Association.

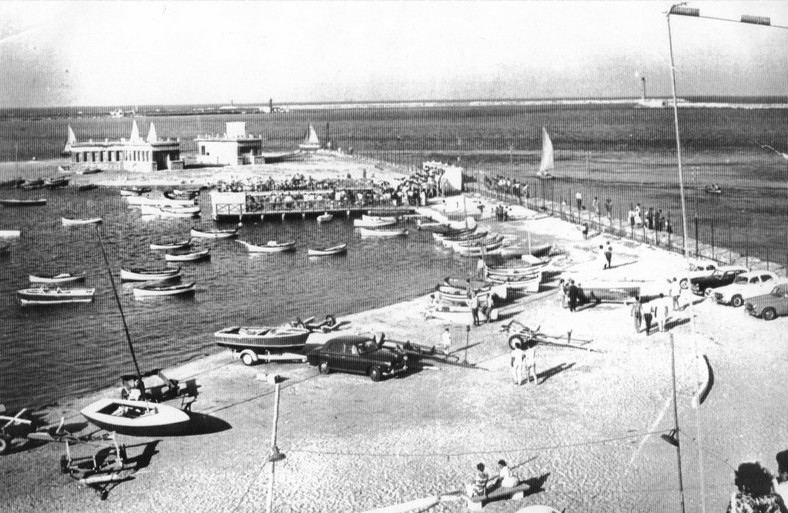
Sport nautique bizertin dans les années 1950.

Les clubs suivants sont affiliés à la FTV :
- Club nautique de Sidi Bou Saïd
- Team Tunis Regattas
- Sport nautique bizertin
- Club nautique de Kélibia
- Club nautique de Kheireddine
- Club nautique Yasmine Hammamet
- Club nautique de la marine tunisienne
- Club nautique de Sousse
- Club nautique de Darghouth Mahdia
- Club nautique de Sfax
- Association sportive de Gabès
- Yacht Club de Korba
- Club nautique de Tabarka
- Association Ouled El Kite
- Association Carthage Sailing Team
- Association sportive de la marine marchande
- Club nautique Ezzahra
- Club nautique de Béni Khiar

## Régates

Classement général de la première saison de la Régate de Carthage (2011-2012).

Plusieurs régates sont organisées sous l'égide de la FTV et auxquelles participent essentiellement les voiliers du port de Sidi Bou Saïd :
- Régate de Carthage organisée tous les premiers dimanches du mois, de septembre à juin, en face du port de Sidi Bou Saïd et dans le golfe de Tunis, avec un parcours en général vers la bouée La Veuve, à la sortie du chenal du port de La Goulette, ou selon un tracé créé par la mise en place de bouées mobiles. La première course de cette série de régates initiée par Youssef Ben Miled, a lieu le 2 octobre 2011. Plusieurs présidents du comité de course se sont succédé : Youssef Ben Miled (2011-2012), Mondher Dargouth (2012-2013), Khaled Kortobi (2013-2014), Amira Nouira (2014-2015), Abdeljelil Trabelsi (2015-2016) et Hichem Ben Slaimia (2016-2017). À la suite du succès de cette régate, une association sportive de voile habitable, la Team Tunis Regattas, se crée en janvier 2018.
- Régate des îles, circuit de 24 heures qui fait le tour de l'île Plane (à la pointe du Cap Farina) puis se dirige vers l'île de Zembra, où les voiliers passent la nuit, avant de revenir à Sidi Bou Saïd (non couru depuis de nombreuses années).
- Raids organisés vers Korbous ou le cap Ras Fartas dans la journée.
- Raids qui relient Sidi Bou Saïd aux marinas de Yasmine Hammamet ou de Port El-Kantaoui (Sousse).
- Raids vers l'île de Zembra.
- Traversée de la Méditerranée « Marseille-Carthage » dont le record actuel de la traversée est détenu en multicoques par Pascal Bidégorry (mai 2010) en 14 h 20 min et 34 s, sur une route directe de 477 milles nautiques (environ 886 km), soit une moyenne de 33 nœuds.
- Route d'Elyssa est une régate exclusivement féminine qui voit le jour en 2004 et relie le Liban à Carthage.
- Rome-Carthage (ou Carthago dilecta est) est une régate commerciale qui a généralement lieu en août.
- Mazara Del Vallo - Carthage est organisée chaque année, en juin, entre le sud de la Sicile et Carthage, la deuxième édition s'étant terminée le 17 juin 2012.